# Mike Harris (Curler)
Mike Harris (* 9. Juni 1967 in Georgetown, Ontario) ist ein kanadischer Curler. 
Sein internationales Debüt hatte Harris bei den XVIII. Olympischen Winterspielen in Nagano im 
Curling als Skip, nachdem die Mannschaft, in der er als Skip spielte, 1997 die kanadischen Olympic Curling Trails gewann. Die Mannschaft gewann die olympische Silbermedaille nach einer 3:9-Niederlage im Finale gegen die Schweiz um Skip Patrick Hürlimann.

## Erfolge
- 2. Platz Olympische Winterspiele 1998